# Moseley
Moseley es un pequeño pueblo localizado en las afueras de la ciudad de Birmingham, a 3 kilómetros hacia el sur. Está en la región inglesa de West Midlands (condado metropolitano).
Moseley es una zona residencial que se desarrolló a partir de una villa rural y terminó convirtiéndose en un importante suburbio de Birmingham hacia finales del siglo XIX.

## Personalidades
- El Dr. Edward Bach nació en Moseley, el 24 de septiembre de 1886.

- Datos: Q6915606
- Multimedia: Moseley, Birmingham / Q6915606